# Raków (Polkowice)
Pour les articles homonymes, voir Raków.
Raków est une localité polonaise de la gmina de Chocianów, située dans le powiat de Polkowice en voïvodie de Basse-Silésie.